# Kubuś
Kubuś is een Pools merk groenten- en vruchtensap. Het hoofdkantoor en -productielijn bevindt zich in Olsztynek, later werd uitgebreid in Tychy. Het is een merk van Polska Żywność S.A., sinds 1999 onderdeel van Maspex. Sinds 2007 wordt het merk verkocht in verschillende supermarkten in de Benelux.
Kubuś richt zich in de marketing op kinderen door een getekende beer als mascotte en eenvoudige puzzels op de binnenzijde van het etiket op de fles. 

## Naam
Kubuś is de Poolse variant van Kobus en dient te worden uitgesproken als Koeboesj.
Het sap wordt in verschillende landen onder verschillende namen verkocht:
- Litouwen, Polen - Kubuś
- Duitsland, Verenigd Koninkrijk, Verenigde Staten - Kubus
- Hongarije - Kubu
- Slowakije, Tsjechië - Kubík
- Bulgarije, Roemenië - Tedi
- Rusland - Теди (Tedi)

## Smaken
Door toevoeging van moes en pulp is Kubuś en Kubuś Play een dikke, op smoothie lijkende sap.
Kubuś
- wortel-appel-sinaasappel
- wortel-perzik-appel
- wortel-aardbei
- banaan-wortel-appel
- multivitamine
- wortel-framboos-appel
- banaan-appel-perzik

Kubuś Play
- wortel-framboos-limoen
- wortel-kers-limoen
- wortel-rode sinaasappel-limoen
- wortel-aardbei-limoen

Kubuś PRO-A
- wortel-banaan-appel
- wortel-framboos-banaan
- wortel-perzik-banaan
- wortel-aardbei-banaan

Kubuś SCOOL
- appel
- aardbei
- sinaasappel
- kers

Kubuś WATERR (water met vruchtensmaak)
- citroen
- aardbei
- appel